# Eskimos d'Edmonton (hockey sur glace)
Pour les articles homonymes, voir Eskimos d'Edmonton.
Les Eskimos d'Edmonton sont une équipe de hockey sur glace du Canada basée dans l'Alberta au début du XXe siècle. L'équipe est dans un premier temps amateur avant de devenir professionnelle. Elle existe entre 1911 et 1927 et joue une finale de la Coupe Stanley contre les Sénateurs d'Ottawa en tant que champions 1923 de la Western Canada Hockey League.

## Historique
Le club des Eskimos est créé pour la saison 1910-1911 par Deacon White pour prendre la suite du Club de hockey d'Edmonton et rejoint l'Association de hockey amateur de l'Alberta. En 1919-1920, l'association devient la ligue Big-4 League avec deux équipes d'Edmonton et deux autres de Calgary, dont les Tigers mais la nouvelle formation disparaît en 1921 au profit de la Western Canada Hockey League. 
L'équipe des Eskimos se classe première de la saison inaugurale de la WCHL mais est battue lors des séries éliminatoires par les Capitals de Regina. Menée par Art Gagné, la formation d'Edmonton prend sa revanche en 1922-1923 en finissant première du classement puis en remportant les séries éliminatoires. Comme à l'époque, il existe deux ligues professionnelles en plus de la WCHL en Amérique du Nord, la Ligue nationale de hockey et l'Association de hockey de la Côte du Pacifique, une demi-finale oppose la meilleure formation de la LNH à celle de l'AHCP. La finale de la Coupe Stanley 1923 oppose donc les Eskimos aux Sénateurs d'Ottawa. Ces derniers gagnent le premier match 2-1, en prolongation grâce à un but de Cy Denneny, puis 1-0, l'unique but de la soirée étant inscrit par Punch Broadbent alors que Clint Benedict réalise un blanchissage. Par la suite, l'équipe finit la saison 1925-1926 à la première place mais perd en finale des séries contre les Cougars de Victoria